# Mastodon (програмне забезпечення)
Mastodon — це розподілена та федеративна соціальна мережа, подібна до сервісу мікроблогів Твіттер, але керована як децентралізована федерація незалежних серверів зі встановленим на них відповідним вільним програмним забезпеченням. Користувачі реєструються на окремих серверах мережі Mastodon, які називають екземплярами (англ. instance) та можуть під'єднуватися й спілкуватися з іншими серверами безперешкодно. Коротке повідомлення називається «дмух» (англ. toot). Маскот сервісу — брунатний або сірий хоботний, часом зображається з мобільним пристроєм в лапах.
Сервіс відрізняє від Твіттеру орієнтація на спільноти, що формуються довкола окремих серверів мережі. Mastodon є частиною Федіверсу, підтримує протокол ActivityPub для досягнення інтероперабельності.
Зовнішній вигляд сервісу подібний до застосунку TweetDeck. Обмеження на довжину повідомлення за замовченням — 500 символів. Реалізовано широкі можливості для приховування контенту для дорослих, спойлерів, налаштувань приватності, додатковий опис повідомлень для людей з обмеженими можливостями.

## Технологічна платформа
Mastodon — вебпроект з відкритим сирцевим кодом для федеративного мікроблогінгу. Серверна частина побудована на Ruby on Rails, клієнтська на JavaScript (React.js та Redux). Повна підтримка OStatus та, з версії 1.6, протоколу AcivityPub.
Підтримка OStatus припинена з версії 3.0.
Мобільні застосунки використовують Mastodon API та доступні для широкого кола операційних систем: Android, iOS, SailfishOS і Windows Mobile.

## Статистика використання
Після релізу першої версії, сервіс привернув увагу першої хвилі користувачів у квітні 2017 року. Онлайн-видання The Verge опублікувало огляд сервісу, в якому зазначено, що сервіс ще не привернув увагу знаменитостей, лідерів думок. 1 грудня 2017 року сервіс за приблизними оцінками досягнув мільйона користувачів. За даними fediverse.network, Mastodon — один з найпопулярніших сервісів Федіверсу.

## Українські сервери Mastodon
Станом на березень 2023 року в мережі Mastodon існують такі українські сервери:
- Сервери dComms: Київ, Львів, Львів 2, Миколаїв, Одеса, Полтава, Рівне, Харків, Херсон, Хмельницький;
- devua.club;
- genix.ink;
- Mastodon.in.ua;
- Mastodon.vn.ua (Вінниця);
- masto.ukrainedao.love;
- NL social;
- lviv.social (Львів);
- social.webitel.me;
- twiukraine.com;
- UA Fediland;
- ukraine.rs;
- ukrainian.network.